# Liga MX 2024-2025
La Liga MX 2024-2025, nota anche come Liga BBVA MX 2024-2025 per ragioni di sponsorizzazione, è stata la 78ª edizione della massima serie del campionato di calcio messicano. Il campionato è iniziato il 6 luglio 2024 e si è concluso il 26 maggio 2025.
La stagione è stata divisa in due tornei separati, l'Apertura 2024 e il Clausura 2025, con lo stesso formato e le stesse squadre partecipanti.

## Stagione

### Novità
Nella scorsa stagione non ci sono state retrocessioni, in seguito alla decisione della federazione di non avere un collegamento tra le prime due serie per sei stagioni in seguito alla pandemia di Covid-19.
L'América ha annunciato che cambierà temporaneamente stadio, a causa dei lavori in programma allo Stadio Azteca per il Campionato mondiale di calcio 2026, utilizzando lo Stadio Azul per le sue partite in casa.

### Formula
Le 18 squadre partecipanti giocheranno due distinti gironi di sola andata, l'Apertura e il Clausura, al termine di ognuno di essi le prime 10 classificate si qualificano per i play-off, che prevedono un turno preliminare a quattro squadre chiamato Reclasificacion e che con gare di andata e ritorno decretano i campioni dei due periodi.
Il campionato qualifica quattro squadre alla CONCACAF Champions League, di norma le due finaliste dell'Apertura e le due finaliste del Clausura. Se una o più squadre dovessero raggiungere le finali di entrambi i tornei, la federazione ha implementato una formula per assicurarsi che ogni fase assicuri due qualificazioni:
- Se le stesse due squadre raggiungono la finale di entrambi i tornei, queste ottengono la qualificazione insieme alle due non finaliste con il miglior piazzamento in classifica per ognuna delle due fasi.
- Se una squadra vince sia Apertura che Clausura contro due squadre diverse, allora lo slot riservato al campione di Clausura passa al finalista di Clausura e lo slot del finalista di Clausura passa alla squadra non finalista con il miglior piazzamento in classifica nel girone di Clausura.
- Se il finalista sconfitto di Apertura vince il Clausura (affrontando due squadre diverse in finale di ogni torneo), allora lo slot riservato al finalista di Apertura passa alla squadra non finalista con il miglior piazzamento in classifica nel girone di Apertura.
- Se il campione di Apertura è finalista sconfitta di Clausura (affrontando due squadre diverse in finale di ogni torneo), allora lo slot riservato al finalista di Clausura passa alla squadra non finalista con il miglior piazzamento in classifica nel girone di Clausura.

Come deciso dalla Liga MX nell'aprile del 2020, non sono previste retrocessioni nella serie inferiore fino alla stagione 2025-2026.

## Squadre partecipanti
| Club                       | Città                    | Stadio                        | Stagione precedente                                  |
| -------------------------- | ------------------------ | ----------------------------- | ---------------------------------------------------- |
| América                    | Città del Messico        | Stadio Azul                   | Campione di Apertura e Clausura                      |
| Atlas                      | Guadalajara              | Stadio Jalisco                | 17° in Apertura, 17° in Clausura                     |
| Atlético San Luis          | San Luis Potosí          | Stadio Alfonso Lastras        | Semifinale di Apertura, 13° in Clausura              |
| Cruz Azul                  | Città del Messico        | Stadio Azteca                 | 16° in Apertura, finale di Clausura                  |
| Club Deportivo Guadalajara | Zapopan                  | Stadio Akron                  | Quarti di finale di Apertura, semifinali di Clausura |
| Juárez                     | Ciudad Juárez            | Stadio olimpico Benito Juárez | 15° in Apertura, 12° in Clausura                     |
| León                       | León                     | Stadio Nou Camp               | Quarti di finale di Apertura, 11° in Clausura        |
| Mazatlán                   | Mazatlán                 | Stadio di Mazatlán            | Reclasificacion di Apertura, 14° in Clausura         |
| Monterrey                  | Guadalupe                | Stadio BBVA                   | Quarti di finale di Apertura, semifinali di Clausura |
| Necaxa                     | Aguascalientes           | Stadio Victoria               | 18° in Apertura, Reclasificacion di Clausura         |
| Pachuca                    | Pachuca                  | Stadio Hidalgo                | 11° in Apertura, quarti di finale di Clausura        |
| Puebla                     | Puebla de Zaragoza       | Stadio Cuauhtémoc             | Quarti di finale di Apertura, 18° in Clausura        |
| Pumas UNAM                 | Città del Messico        | Stadio olimpico universitario | Semifinale di Apertura, quarti di finale di Clausura |
| Querétaro                  | Querétaro                | Stadio Corregidora            | 14° in Apertura, Reclasificacion di Clausura         |
| Santos Laguna              | Torreón                  | Stadio Corona                 | Reclasificacion di Apertura, 15° in Clausura         |
| Club Tijuana               | Tijuana                  | Stadio Caliente               | 13° in Apertura, 16° in Clausura                     |
| Toluca                     | Toluca                   | Stadio Nemesio Díez           | 12° in Apertura, quarti di finale di Clausura        |
| Tigres UANL                | San Nicolás de los Garza | Stadio Universitario          | Finale di Apertura, quarti di finale di Clausura     |

## Allenatori e primatisti
| Squadra           | Allenatore             | Calciatore più presente | Cannoniere                       |
| ----------------- | ---------------------- | ----------------------- | -------------------------------- |
| América           | André Jardine          |                         | Henry Martín (8)                 |
| Atlas             | Gonzalo Pineda         |                         | Eduardo Aguirre (4)              |
| Atlético San Luis | Domènec Torrent        |                         | Sébastien Salles-Lamonge (5)     |
| Club Tijuana      | Juan Carlos Osorio     |                         | Christian Rivera (5)             |
| Cruz Azul         | Martín Anselmi         |                         | Ángel Sepúlveda (9)              |
| Guadalajara       | Óscar García Junyent   |                         | Roberto Alvarado Cade Cowell (5) |
| Juárez            | Martín Varini          |                         | Óscar Estupiñán (7)              |
| León              | Eduardo Berizzo        |                         | Jhonder Cádiz (5)                |
| Mazatlán          | Victor Manuel Vucetich |                         | Brian Rubio (3)                  |
| Monterrey         | Martín Demichelis      |                         | Sergio Canales (8)               |
| Necaxa            | Nicolás Larcamón       |                         | Diber Cambindo (5)               |
| Pachuca           | Guillermo Almada       |                         | Salomón Rondón (5)               |
| Puebla            | Pablo Guede            |                         | Lucas Cavallini (4)              |
| Pumas UNAM        | Gustavo Lema           |                         | César Huerta (5)                 |
| Querétaro         | Juan de la Barrera     |                         | Rubio Rubin (3)                  |
| Santos Laguna     | Carlos Cruz            |                         | Choco Lozano (3)                 |
| Toluca            | Antonio Mohamed        |                         | Paulinho (13)                    |
| Tigres UANL       | Veljko Paunović        |                         | André-Pierre Gignac (7)          |

## Apertura

### Stagione regolare
|  | Pos. | Squadra           | Pt | G  | V  | N | P  | GF | GS | DR  |
|  | ---- | ----------------- | -- | -- | -- | - | -- | -- | -- | --- |
|  | 1.   | Cruz Azul         | 42 | 17 | 13 | 3 | 1  | 39 | 12 | +27 |
|  | 2.   | Toluca            | 35 | 17 | 10 | 5 | 2  | 38 | 16 | +22 |
|  | 3.   | Tigres UANL       | 34 | 17 | 10 | 4 | 3  | 25 | 15 | +10 |
|  | 4.   | Pumas UNAM        | 31 | 17 | 9  | 4 | 4  | 21 | 13 | +8  |
|  | 5.   | Monterrey         | 31 | 17 | 9  | 4 | 4  | 26 | 19 | +7  |
|  | 6.   | Atlético San Luis | 30 | 17 | 9  | 3 | 5  | 27 | 19 | +8  |
|  | 7.   | Club Tijuana      | 29 | 17 | 8  | 5 | 4  | 24 | 25 | -1  |
|  | 8.   | América           | 27 | 17 | 8  | 3 | 6  | 27 | 21 | +6  |
|  | 9.   | Guadalajara       | 25 | 17 | 7  | 4 | 6  | 24 | 15 | +9  |
|  | 10.  | Atlas             | 22 | 17 | 5  | 7 | 5  | 17 | 23 | -6  |
|  | 11.  | León              | 18 | 17 | 3  | 9 | 5  | 21 | 23 | -2  |
|  | 12.  | Juárez            | 17 | 17 | 5  | 2 | 10 | 22 | 36 | -14 |
|  | 13.  | Necaxa            | 15 | 17 | 3  | 6 | 8  | 20 | 26 | -6  |
|  | 14.  | Mazatlán          | 14 | 17 | 2  | 8 | 7  | 10 | 19 | -9  |
|  | 15.  | Puebla            | 14 | 17 | 4  | 2 | 11 | 17 | 31 | -14 |
|  | 16.  | Pachuca           | 13 | 17 | 3  | 4 | 10 | 20 | 29 | -9  |
|  | 17.  | Querétaro         | 12 | 17 | 3  | 3 | 11 | 13 | 31 | -18 |
|  | 18.  | Santos Laguna     | 10 | 17 | 2  | 4 | 11 | 12 | 30 | -18 |

Legenda:
      Qualificata ai play-off.
      Qualificata alla Reclasificacion.

### Play-off

#### Reclasificacion
| Squadra 1    | Risultato       | Squadra 2 |
| ------------ | --------------- | --------- |
| Guadalajara  | 1 - 2           | Atlas     |
| Club Tijuana | 2 - 2 (2-3 dtr) | América   |

#### 1º turno
| Squadra 1    | Risultato | Squadra 2 |
| ------------ | --------- | --------- |
| Club Tijuana | 3 - 0     | Atlas     |

#### Quarti di finale
| Squadra 1   | Totale | Squadra 2    | Andata | Ritorno |
| ----------- | ------ | ------------ | ------ | ------- |
| Cruz Azul   | 3 - 3  | Club Tijuana | 0 - 3  | 3 - 0   |
| Tigres UANL | 0 - 3  | San Luis     | 0 - 3  | 0 - 0   |
| Toluca      | 0 - 4  | América      | 0 - 2  | 0 - 2   |
| Pumas UNAM  | 3 - 6  | Monterrey    | 0 - 1  | 3 - 5   |

#### Semifinali
| Squadra 1 | Totale | Squadra 2 | Andata | Ritorno |
| --------- | ------ | --------- | ------ | ------- |
| San Luis  | 3 - 6  | Monterrey | 2 - 1  | 1 - 5   |
| América   | 4 - 3  | Cruz Azul | 0 - 0  | 4 - 3   |

#### Finale
| Squadra 1 | Totale | Squadra 2 | Andata | Ritorno |
| --------- | ------ | --------- | ------ | ------- |
| Monterrey | 2 - 3  | América   | 1 - 2  | 1 - 1   |

## Clausura

### Stagione regolare
|  | Pos. | Squadra           | Pt | G  | V  | N | P  | GF | GS | DR  |
|  | ---- | ----------------- | -- | -- | -- | - | -- | -- | -- | --- |
|  | 1.   | Toluca            | 37 | 17 | 11 | 4 | 2  | 41 | 22 | +19 |
|  | 2.   | América           | 34 | 17 | 10 | 4 | 3  | 34 | 10 | +24 |
|  | 3.   | Cruz Azul         | 33 | 17 | 9  | 6 | 2  | 26 | 16 | +10 |
|  | 4.   | Tigres UANL       | 33 | 17 | 10 | 3 | 4  | 24 | 14 | +10 |
|  | 5.   | Necaxa            | 31 | 17 | 10 | 1 | 6  | 39 | 29 | +7  |
|  | 6.   | León              | 30 | 17 | 9  | 3 | 5  | 24 | 21 | +3  |
|  | 7.   | Monterrey         | 28 | 17 | 8  | 4 | 5  | 32 | 23 | +9  |
|  | 8.   | Pachuca           | 28 | 17 | 8  | 4 | 5  | 29 | 23 | +6  |
|  | 9.   | Juárez            | 24 | 17 | 6  | 6 | 5  | 16 | 21 | -5  |
|  | 10.  | Pumas UNAM        | 21 | 17 | 6  | 3 | 8  | 23 | 26 | -3  |
|  | 11.  | Guadalajara       | 21 | 17 | 5  | 6 | 6  | 18 | 21 | -3  |
|  | 12.  | Querétaro         | 20 | 17 | 6  | 2 | 9  | 17 | 24 | -7  |
|  | 13.  | Club Tijuana      | 19 | 17 | 6  | 1 | 10 | 29 | 35 | -6  |
|  | 14.  | Atlas             | 18 | 17 | 4  | 6 | 7  | 25 | 32 | -7  |
|  | 15.  | Atlético San Luis | 18 | 17 | 6  | 0 | 11 | 20 | 33 | -13 |
|  | 16.  | Mazatlán          | 17 | 17 | 4  | 5 | 8  | 16 | 26 | -10 |
|  | 17.  | Puebla            | 9  | 17 | 2  | 3 | 12 | 12 | 25 | -13 |
|  | 18.  | Santos Laguna     | 7  | 17 | 2  | 1 | 14 | 15 | 36 | -21 |

Legenda:
      Qualificata ai play-off.
      Qualificata alla Reclasificacion.

### Play-off

#### Reclasificacion
| Squadra 1 | Risultato | Squadra 2  |
| --------- | --------- | ---------- |
| Juárez    | 1 - 1     | Pumas UNAM |
| Monterrey | 1 - 2     | Pachuca    |

#### 1º turno
| Squadra 1 | Risultato | Squadra 2  |
| --------- | --------- | ---------- |
| Monterrey | 2 - 0     | Pumas UNAM |

#### Quarti di finale
| Squadra 1   | Totale | Squadra 2 | Andata | Ritorno |
| ----------- | ------ | --------- | ------ | ------- |
| Toluca      | 4 - 4  | Monterrey | 2 - 3  | 2 - 1   |
| América     | 2 - 0  | Pachuca   | 0 - 0  | 2 - 0   |
| Tigres UANL | 2 - 2  | Necaxa    | 0 - 0  | 2 - 2   |
| Cruz Azul   | 5 - 3  | León      | 3 - 2  | 2 - 1   |

#### Semifinali
| Squadra 1 | Totale | Squadra 2   | Andata | Ritorno |
| --------- | ------ | ----------- | ------ | ------- |
| Toluca    | 4 - 1  | Tigres UANL | 1 - 1  | 3 - 0   |
| América   | 2 - 2  | Cruz Azul   | 0 - 1  | 2 - 1   |

#### Finale
| Squadra 1 | Totale | Squadra 2 | Andata | Ritorno |
| --------- | ------ | --------- | ------ | ------- |
| América   | 0 - 2  | Toluca    | 0 - 0  | 0 - 2   |